# Brachiacantha stephani
Brachiacantha stephani är en skalbaggsart som beskrevs av Gordon 1985. Brachiacantha stephani ingår i släktet Brachiacantha och familjen nyckelpigor. Inga underarter finns listade i Catalogue of Life.